# Interplanetary Monitoring Platform F
L'Interplanetary Monitoring Platform F, a volte citato anche come Explorer 34 o con l'acronimo IMP F o IMP 4, è stato un satellite artificiale NASA lanciato nel maggio 1967. È stato il quinto satellite del programma Interplanetary Monitoring Platform (a dispetto del nome fu infatti lanciato tre mesi prima dell'Interplanetary Monitoring Platform E), iniziato nel 1963 ed avente lo scopo di ricavare informazioni sul plasma e il campo magnetico interplanetari, ma è comunque spesso indicato come "IMP 4" essendo il precedente lancio parte del sottoprogramma "Anchored IMP" (l'IMP D è infatti noto anche come AIMP 1).
Come detto, tre mesi dopo l'IMP F fu anche l'Interplanetary Monitoring Platform E, anch'esso facente parte del sottoprogramma "Anchored IMP" e noto come AIMP 2, tuttavia il primo dei satelliti successivi all'IMP F a fare uso del suo stesso design fu l'Interplanetary Monitoring Platform G, noto anche come "Explorer 41" e "IMP 5", lanciato nel 1969.

## Struttura e funzionamento
Lo scopo principale dell'IMP F era quello di portare avanti gli studi effettuati dai suoi predecessori effettuando misurazioni più dettagliate e precise in orbita terrestre. A differenza dei primi satelliti del programma IMP, però, l'IMP F, così come anche l'IMP G, fu lanciato quando ci si attendeva che l'attività solare avrebbe raggiunto il suo picco. Dati anche i miglioramenti introdotti grazie alle esperienze dei satelliti precedenti, il tempo di vita utile degli IMP F e G fu esteso da uno a due anni.
Come già i satelliti precedenti, anche l'IMP F aveva una struttura principale ottagonale in alluminio, a cui erano agganciati quattro bracci, posti a 90° l'uno dall'altro, con all'estremità i pannelli solari utili a ricaricare la batteria, nonché il tubo di spinta del motore. Dalla struttura, larga 71 cm e alta 28,6 cm, partivano anche i due bracci in fibra di vetro lunghi 1,83 m e orientati in direzione opposta che avevano alle loro estremità i magnetometri. Il Platform F recava con sé 11 esperimenti (4 in più dei satelliti precedenti) dedicati all'analisi delle particelle costituenti i raggi cosmici, il vento solare e presenti nella magnetosfera, per cui utilizzava, tra le altre cose, delle sonde di Langmuir, nonché all'analisi del campo magnetico interplanetario, per cui utilizzava dei magnetometri fluxgate.
Una volta messo in orbita il satellite era stabilizzato utilizzando la tecnica di stabilizzazione di spin, una tecnica di stabilizzazione passiva nella quale l'intero veicolo ruota su se stesso in modo che il suo vettore di momento angolare rimanga pressoché fissato nello spazio inerziale. Il movimento di rotazione è stabile se il satellite gira attorno all'asse che ha momento d'inerzia massimo. Nel caso dell'IMP F, la velocità di rotazione era inizialmente di 23,1 giri al minuto (rpm) ma, a causa della pressione della radiazione solare si rilevarono diverse variazioni in essa. L'asse di spin, invece, era stato posto perpendicolare al piano dell'eclittica.

## Lancio e operatività
L'Interplanetary Monitoring Platform F venne lanciato il 24 maggio 1967 per mezzo di un razzo Delta E dal complesso di lancio 12 della base aerea Vanderberg, in California.
Dopo essersi stabilito in orbita, nonostante alcuni piccoli malfunzionamenti verificatisi subito dopo la partenza, il satellite ha iniziato ad inviare dati a terra con regolarità. A partire dal 4 marzo 1969 il sistema ottico del satellite smise di funzionare, ma l'IMP F continuò comunque a inviare dati utili fino a poco prima del proprio rientro atmosferico, effettuato il 3 maggio 1969.